# Віккрама Чола
Віккрама Чола — імператор Чола, який правив у XII столітті.

## Життєпис
Ще будучи спадковим принцом очолив похід до Калінги. Успадкував трон від свого батька Кулотунги Чола I 1118 року.
1118 року цар Західних Чалук'їв Вікрамадітья VI захопив деякі провінції Східних Чалук'їв. Після смерті Вікрамадітьї 1126 року Віккрама Чола вдвоював втрачені території. Наразі існує мало інформації про ту кампанію, втім цілком імовірно, що місцеві вожді віддали перевагу домінуванню Чола перед Західними Чалук'я. На прохання місцевих вождів Віккрама відрядив свого сина Кулотунгу на чолі потужної армії до провінції Венґі. Свої сили з армією Чола об'єднали також правителі з династії Веланаду Чода Гіріпасчіма та Конакандравада. В результаті провінція Венґі також вийшла з-під влади Західних Чалук'я.
Віккрама Чола був великим шанувальником Шиви й опікувався храмом у Чідамбарамі. 1128 року він віддав усі свої прибутки на роботи з реконструкції та розширення храму. Поряд із храмом цар збудував палац, де проводив більшість свого часу.